# 皮尔P50
皮尔P50（英語：Peel P50）是一款三轮微型汽车，最初由马恩岛的皮尔工程公司于1962年至1965年制造，然后从2011年开始制造。它被列入2010年吉尼斯世界纪录，成为有史以来最小的生产型汽车。 原始模型没有倒车档，但后部的一个把手允许在需要时对非常轻的汽车进行物理操纵。
该车被设计为城市用车，在20世纪60年代的广告中，它能够容纳 "一个成年人和一个购物袋"。该车唯一的门在左侧，设备包括一个挡风玻璃雨刷和一个前灯。标准颜色是代托纳白、龙红和深蓝。1963年的车型新车零售价为199英镑（在2019年约为6600英镑，或8500美元）。该公司生产了50辆P50，其中27辆已知仍然存在，其中一辆在2016年3月的苏富比拍卖会上以创纪录的176,000美元售出。
2010年，英格兰的皮尔工程有限公司在其位于英格兰Sutton-in-Ashfield的厂房恢复了P50和三叉戟型号的生产。 从外观上看，这辆车与原版非常相似，尺寸和重量与原版相同，但在悬挂、转向和传动系统方面存在机械差异，并且有一个功能齐全的倒档，确保它们在今天的规则下是合法的道路。生产包括配备49毫升四冲程发动机的汽油车型和配备电动轻便摩托车发动机和胶体电解质电池的电动车型。这两种车的最高速度约为每小时28英里（45公里）。

## 统计数据
长54英寸（137厘米），宽39英寸（99厘米）并以130磅（59公斤）的空载重量，截至2021年，P50保持着有史以来最小的汽车生产纪录。 皮尔P50的尺寸和宽度很小，这意味着它可以很容易地穿过门洞和进入建筑物，正如杰里米-克拉克森在2007年的英国疯狂汽车秀节目中所展示的那样，一辆蓝色的P50被开进了BBC的电视中心。

### 1962–1966
皮尔P50的尺寸和宽度很小，这意味着它可以很容易地穿过门洞和进入建筑物，正如杰里米-克拉克森在2007年的《顶级装备》节目中所展示的那样，一辆蓝色的P50被开进了BBC的电视中心。 因此，在狭窄的区域内转弯只能通过推，或使用车尾的把手将车抬起来，用身体将其拉转。制造商和用户声称油耗为100mpg-imp（2.8L/100km；83mpg-US）。
1963年，作为一个宣传手段，一辆皮尔 P50在观景阳台周围行驶，并被带到了布莱克浦塔的顶部的电梯中
至少有一辆原型车，即Peel P55房车，也被保存下来。与生产的Peel P50（以及其所有的发展和复制品）不同的是，该原型车采用了不太稳定的前轮和后轮的布局。
大约有47台皮尔 P50被售出，每台299英镑
2013年2月15日，在Bruce Weiner RM拍卖会上，一辆真正的1964年Peel P50（注册号为ARX 37B）取得了超过120,000美元（80,000英镑）的价格。

### 自 2011 年以来
2011年，商人加里-希尔曼（Gary Hillman）和法扎尔-汗（Faizal Khan）到龙穴（Dragons' Den）要求获得8万英镑。他们得到了投资，并成立了一家新公司，将他们修订的模型投入生产。最初有三种复制品模型。气体、生态和乐趣。后来生产线减少到两个：汽油和电动模型。这些都是由Micro Car Specialists在Sutton-in-Ashfield为国内和出口市场手工制作的。
2018年，据报道，沛尔工程公司每年销售约15架P50，外加10架左右其更大的姐妹，双座泡沫车沛尔三叉戟的延续。 传统活塞式发动机的P50在英国更受欢迎，售价为14,879英镑，而对Peel的更大需求来自美国，美国的电动车型（售价13,679英镑）帮助车主遵守排放法规。

## 法律地位

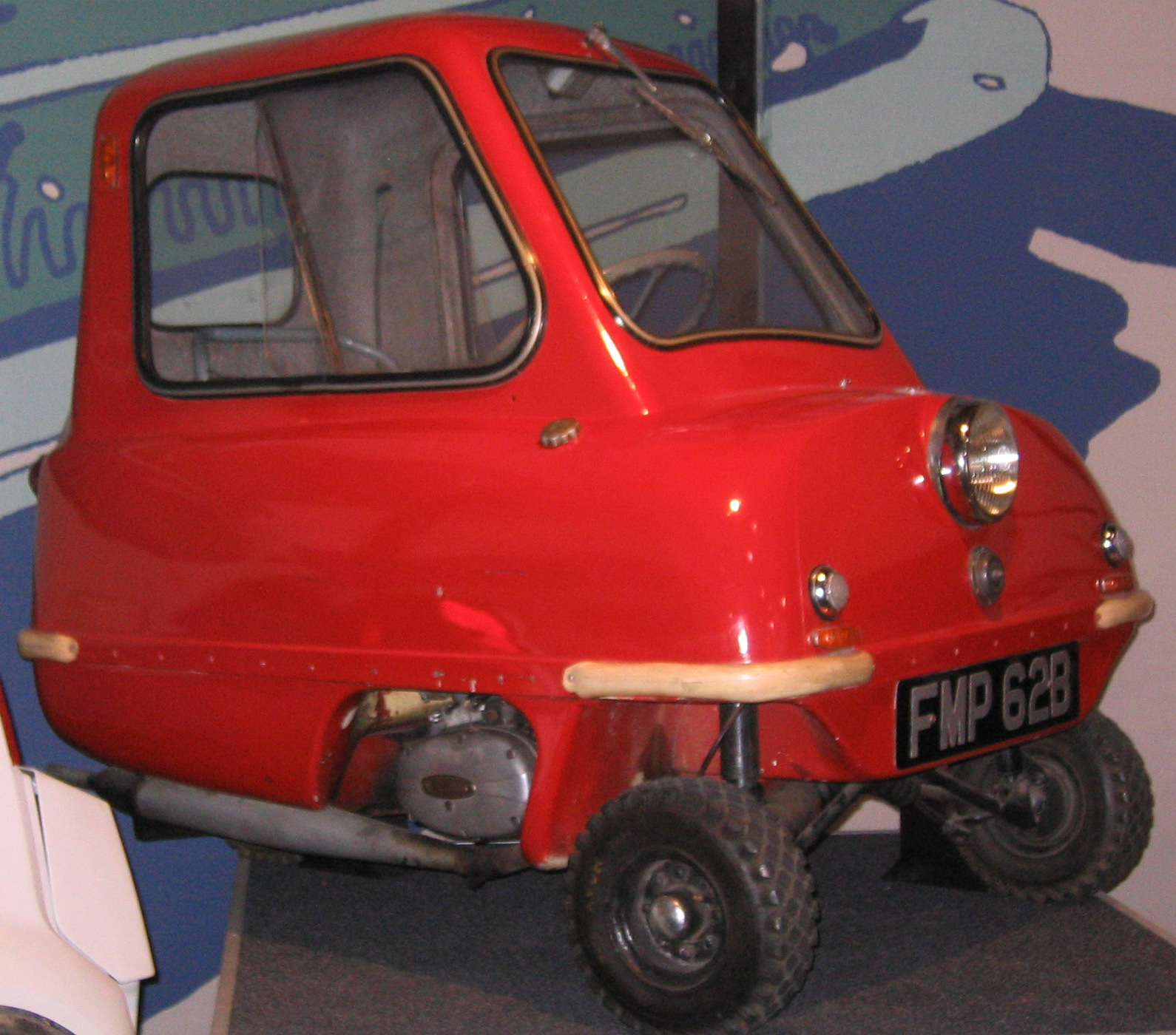
皮尔P50

皮尔P50在英国一直是合法上路的，由于它属于 "三轮车 "的范畴，而且重量小于8长磅（900磅；410公斤），现在在美国也被允许。汽车已被运往外国， 有时被归类为轻便摩托车（例如去芬兰的P50）。 两辆原版三叉戟在荷兰注册为三轮车，但装有50cc发动机、最高时速为45公里/小时（28英里/小时）的三叉戟复制品被归类为轻便摩托车。在阿姆斯特丹的雷普利信不信由你博物馆可以找到一个。由于当地的交通法规，它不允许在自行车道上行驶。瓦塞纳尔的Louwman博物馆展出了一辆原版P50；它在一个以 "矮人车 "为主题的展览的海报上出现过。

## 更多内容
- 宝马伊塞塔
- Smart Fortwo